# احمد شیخ‌بهائی
احمد شیخ‌بهایی (زاده ۱۳۳۹ کرمان) روحانی ایرانی است که در انتخابات دوره ششم مجلس خبرگان رهبری با کسب ۳۵۷۴۲۰ رأی به‌عنوان نماینده مردم استان کرمان در مجلس خبرگان رهبری انتخاب شد.